# Кристенсен, Густав (футболист)
Густав Эрсё Кристенсен (дат. Gustav Ørsøe Christensen; род. 7 сентября 2004, Икаст, Рингкёбинг) — датский футболист, нападающий клуба «Герта», выступающий на правах аренды за «Ингольштадт 04».

## Клубная карьера
Кристенсен — воспитанник клубов «Икаст» и «Мидтьюлланн». 19 октября 2022 года в матче Кубка Дании против ФА 2000 он дебютировал за основной состав последнего. В этом же поединке Густав забил свой первый гол за «Мидтьюлланн». 3 ноября в матче Лиги конференций против австрийского «Штурма» он дебютировал на международной арене. Летом 2023 года Кристенсен перешёл в берлинскую «Герту». В матче против «Гамбурга» он дебютировал во Второй Бундеслиге. 